# 昆明文庙
昆明文庙，即云南府文庙，位于云南省昆明市五华区护国街道人民中路94号，始建于元至元十一年（1274年），是云南的第一座文庙。

## 历史
元至元十一年（1274年），云南平章政事赛典赤·赡思丁主持创设中庆路文庙，是云南的第一座文庙，清康熙二十九年（1690年）迁至今址。

## 建筑
昆明文庙坐北向南，布局为左庙右学，原建筑现存棂星门，20世纪80年代修复泮池、魁星阁、桂香阁，2015—2018年重建大成门、大成殿。大成殿七开间，单檐歇山顶建筑。
1993年1月3日“文庙棂星门”被公布为第三批昆明市文物保护单位。

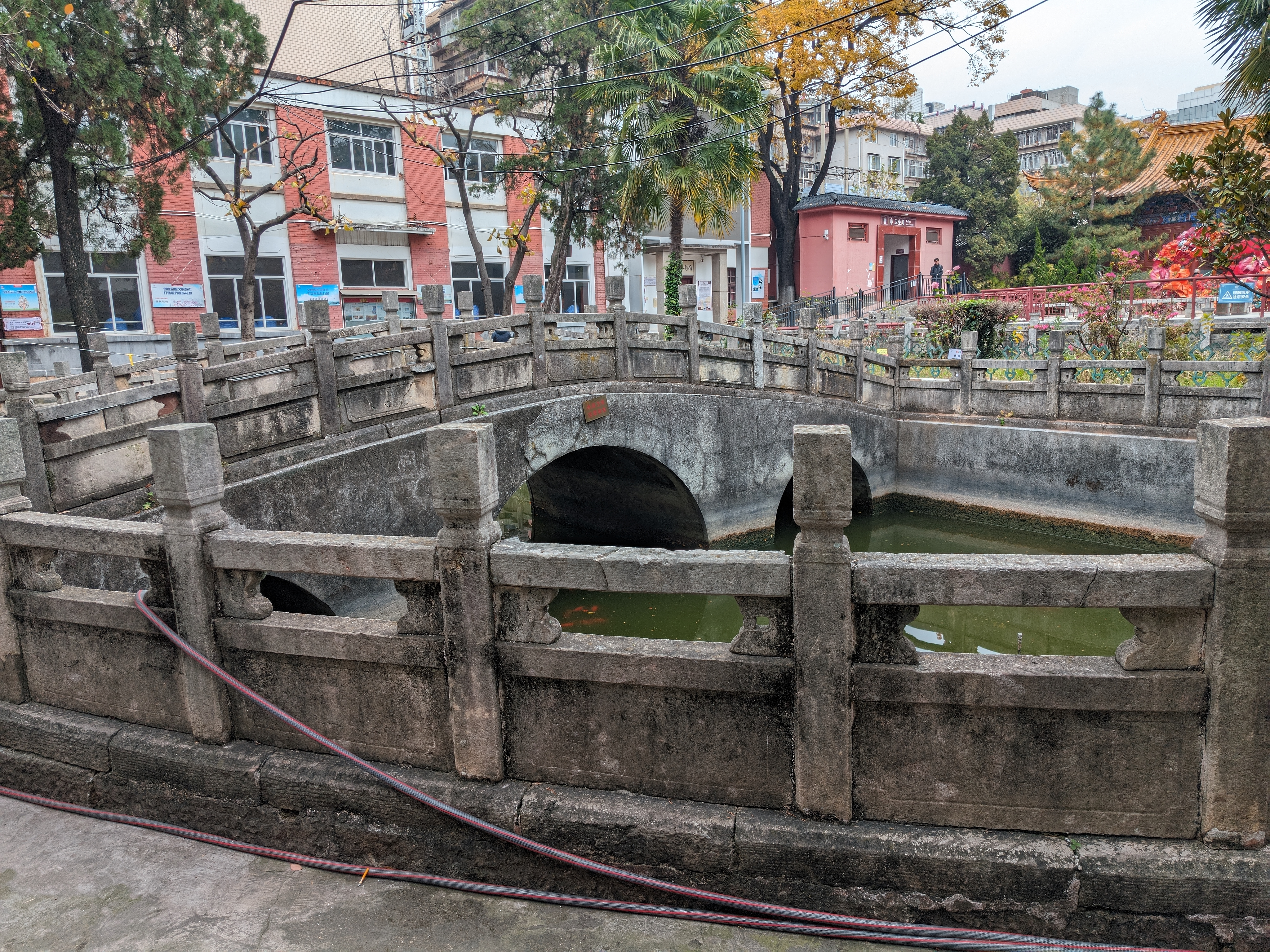
泮池
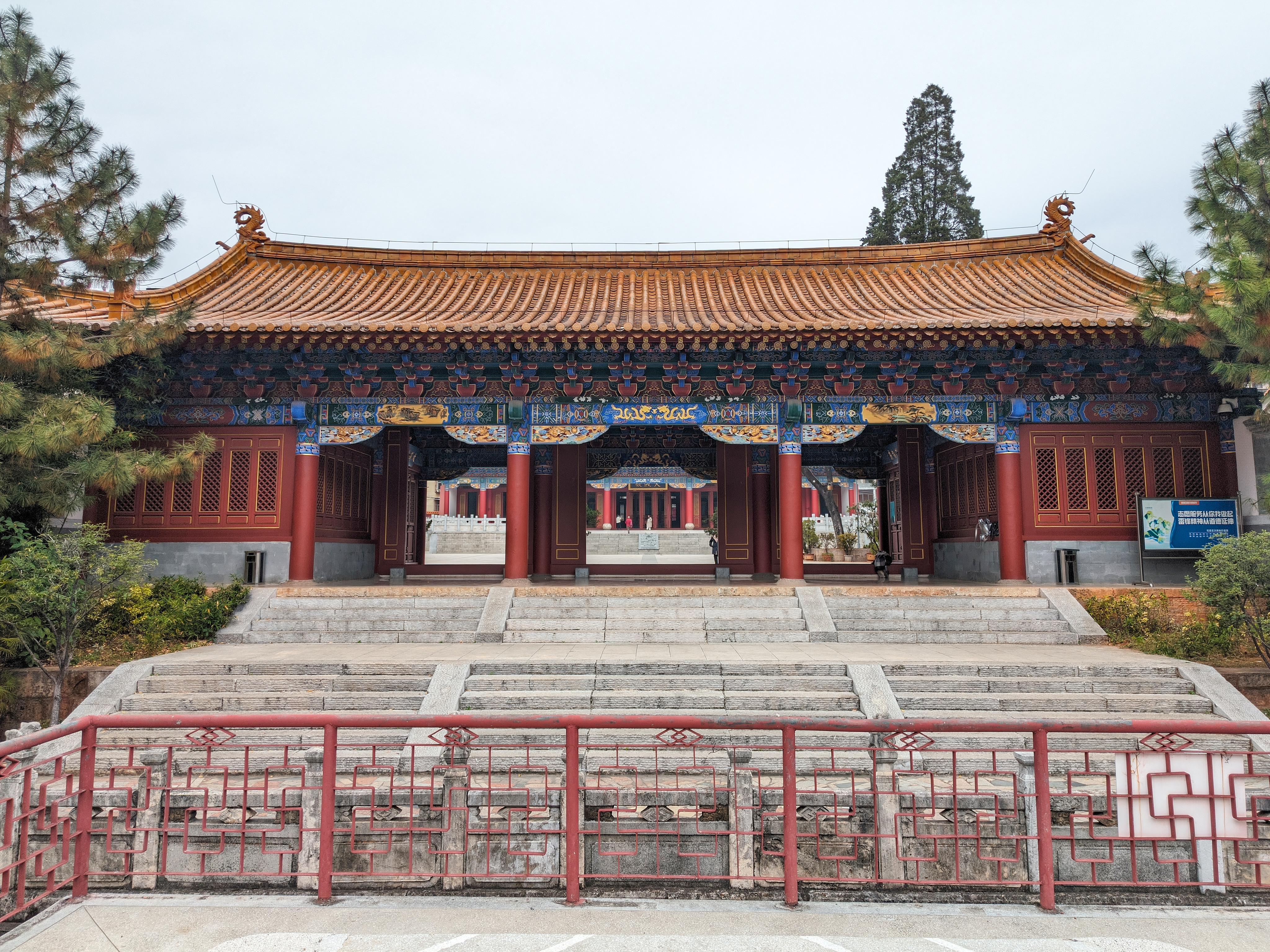
大成门
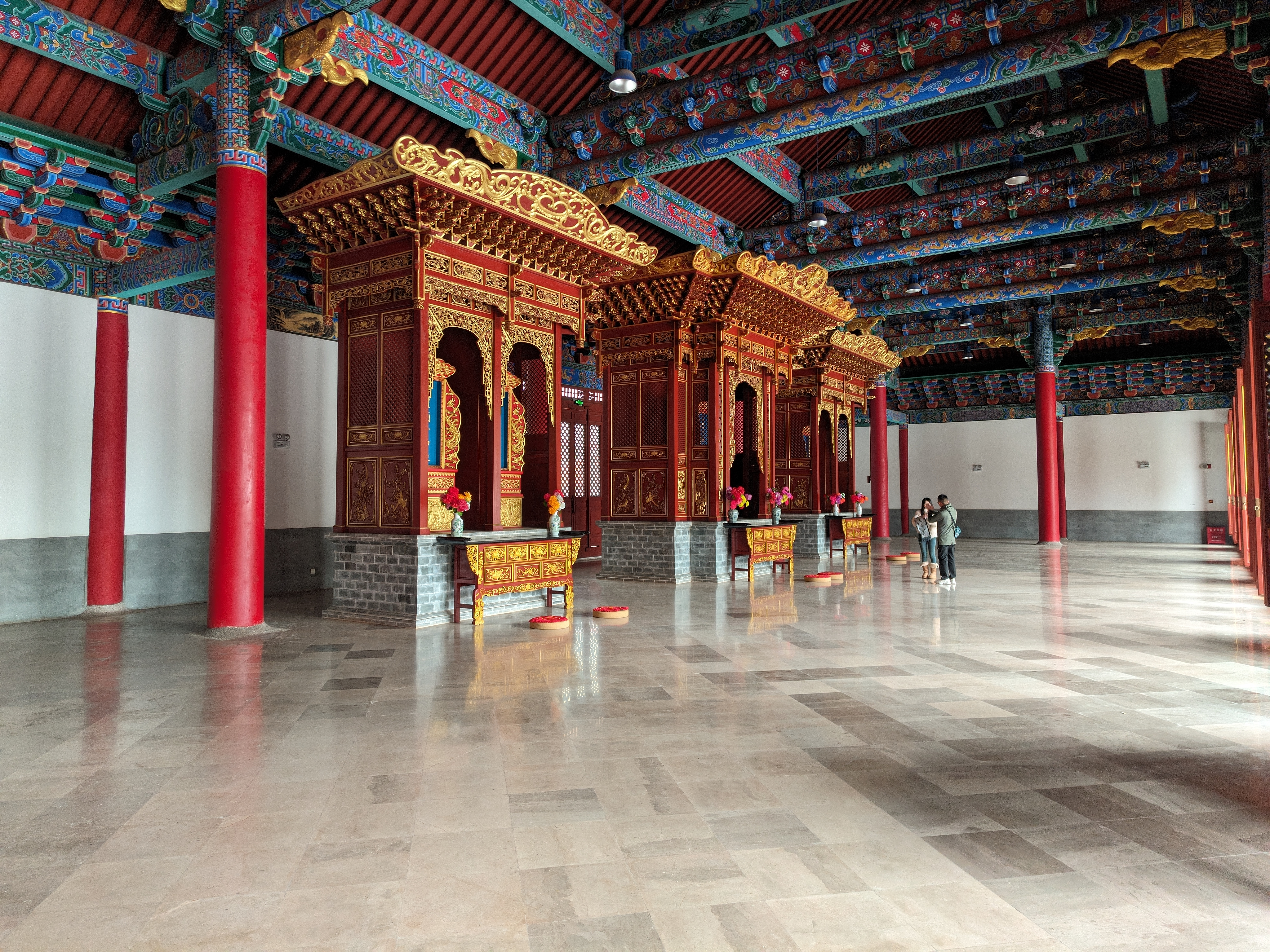
大成殿内部
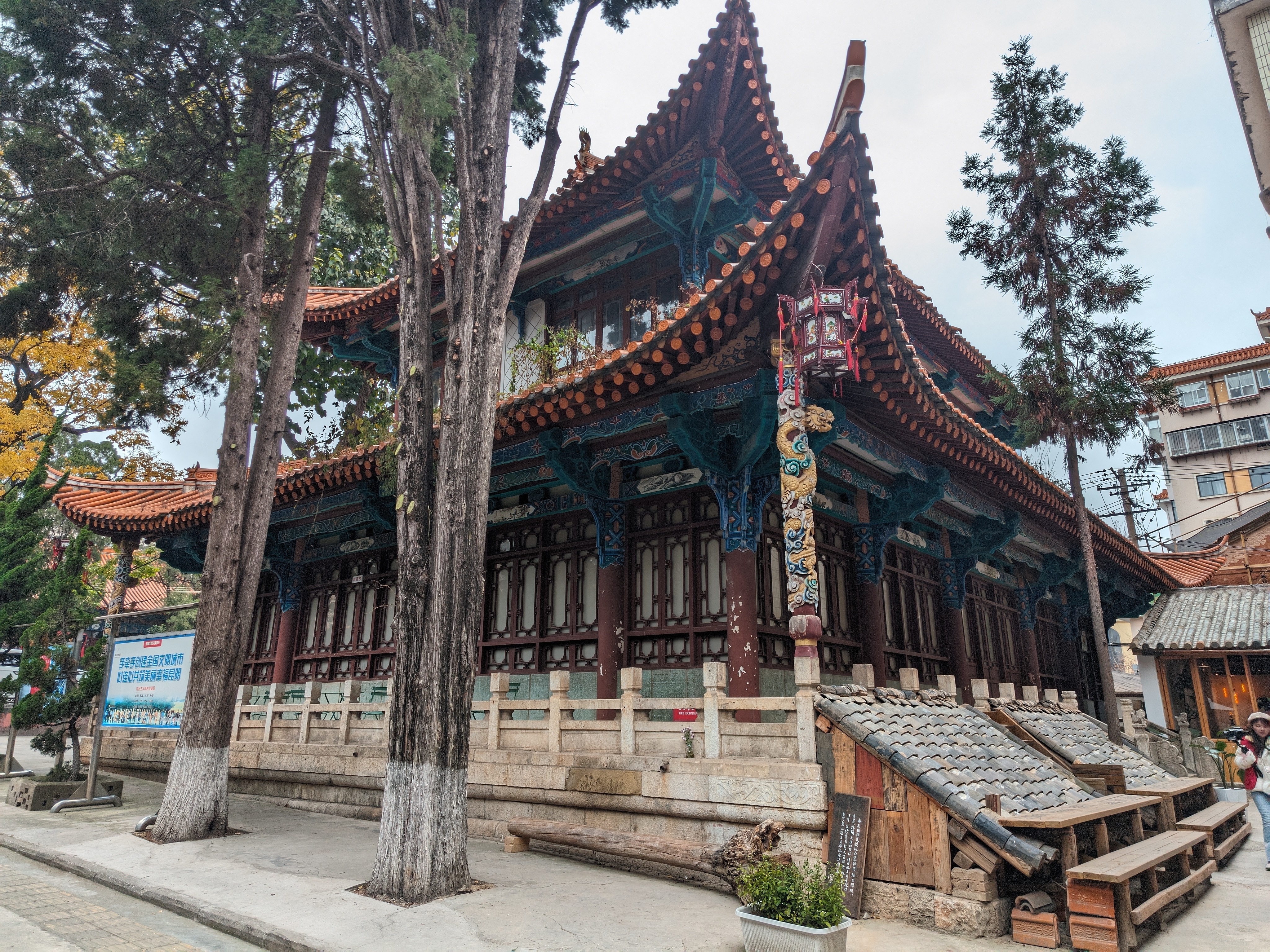
桂香阁

## 延伸阅读
- 雲南圖經志書·卷一